# زیردریایی کلاس تریومفان
زیردریایی کلاس تریومفان (به فرانسوی: La classe Le Triomphant) یک کلاس از زیردریایی به طول ۱۳۸ متر (۴۵۳ فوت) می‌باشد.